# Liste von Dateinamenserweiterungen/H
In dieser Liste sind übliche Dateinamenserweiterungen aufgelistet, die in einigen Betriebssystemen zur Unterscheidung von Dateiformaten verwendet werden. In anderen Betriebssystemen erfolgt die Dateitypenidentifikation hauptsächlich über den Dateivorspann und bei E-Mail-Anhängen hat der MIME-Type eine größere Bedeutung als die Dateinamenserweiterung. Systeme, die nach den beiden letztgenannten Vorgehensweisen verfahren, ignorieren die Erweiterung meist vollständig. 
| Dateinamenserweiterung | MIME-Typ | Vollständiger Name                   | Bemerkungen, Verwendung                                                                |
| ---------------------- | --- | ------------------------------------ | -------------------------------------------------------------------------------------- |
| .h                     | text/plain, text/x-h                                                                                                  | C Header                             | C-Deklarationsquelldatei                                                               |
| .h!                    | | On-line Help                         | Flambeaux Help!                                                                        |
| .h++                   | text/plain, text/x-h                                                                                                  | Header-Datei                         | C++                                                                                    |
| .h--                   | | Header-Datei                         | Sphinx C--                                                                             |
| .h2w                   | |                                      | H2testw Testdatei zur Integritätsprüfung von USB-Sticks.                               |
| .ha                    | | HA                                   | komprimiertes Dateiarchiv                                                              |
| .ham                   | | Host Adapter Module                  | Gerätetreiber in der NetWare Peripheral Architecture (NWPA) von Novell NetWare         |
| .ham                   | | Hamster-Quelltext                    | Quelltext des Java-Hamster-Modells                                                     |
| .ham                   | | Vector graphics-Datei                | Amiga                                                                                  |
| .hap                   | | HA                                   | komprimiertes Dateiarchiv                                                              |
| .har                   | | HAR-Archiv                           | mit HAR komprimiertes Dateiarchiv                                                      |
| .hbk                   | | Accounting data-Datei                | Humanic Software                                                                       |
| .hbk                   | | Handbook                             | MathCad                                                                                |
| .hcm                   | | Konfigurationsdatei                  | IBM HCM                                                                                |
| .hcom                  | | HCOM                                 | Sound Tools-Datei                                                                      |
| .hcr                   | | Production configuration-Datei       | IBM HCD/HCM                                                                            |
| .hcx                   | |                                      | Harvard Chart XL                                                                       |
| .hdf                   | application/x-hdf | Help-Datei                           | Help development kit                                                                   |
| .hdf                   | application/x-hdf | Hierarchical Data Format             | National Center für Supercomputing Applications (NCSA), auch verwendet von Moskito-GIS |
| .hdl                   | | Alternate download listing           | ProComm Plus                                                                           |
| .hdmp                  | |                                      | XP or Vista heap dump                                                                  |
| .hdp                   | | HD Photo                             | Microsoft, evtl. JPEG-Nachfolger                                                       |
| .hdr                   | | Database header                      | Pc-Datei+                                                                              |
| .hdr                   | | Datafile                             | Egret                                                                                  |
| .hdr                   | | Message header text                  | 1st Reader                                                                             |
| .hdr                   | | Message header text                  | ProComm Plus                                                                           |
| .hdr                   | | High Dynamic Range                   | für High Dynamic Range Images                                                          |
| .hdw                   | | Harvard Draw                         | Vector graphics                                                                        |
| .hdx                   | | Help index                           | AutoCAD                                                                                |
| .hdx                   | | Help index                           | Zortech C++                                                                            |
| .hed                   | | Document                             | HighEdit                                                                               |
| .heic .heif            | image | High Efficiency Image File Format    | durch die MPEG definiertes Bildformat für Fotos (ISO/IEC 23008-12).                    |
| .hel                   | | Hellbender saved game                | Microsoft                                                                              |
| .hex                   | | Macintosh BinHex 2.0-Datei           | –                                                                                      |
| .hfi                   | | HP font info                         | GEM                                                                                    |
| .hfv                   | | Hierarchical File System             | Virtuelle Macintosh-Festplatte mit HFS-Dateisystem                                     |
| .hgl                   | application/vnd.hp-hpgl                                                                                               | HP Graphics Language                 | Drawing-Datei                                                                          |
| .hh                    | text/plain, text/x-h                                                                                                  | Header-Datei                         | C++                                                                                    |
| .hh                    | | Help system map                      | Generic                                                                                |
| .hhh                   | | Precompiled header                   | Power C                                                                                |
| .hhp                   | | Help information für remote users    | ProComm Plus                                                                           |
| .hit                   | | Audio-Datei                          | HitPlayer                                                                              |
| .hki                   | | Archiv-Datei                         | WinHKI                                                                                 |
| .hlb                   | text/x-script | Help library                         | VAX                                                                                    |
| .hlp                   | application/hlp, application/x-helpfile, application/x-winhelp, application/winhlp                                    | WinHelp                              | Hilfedatei unter Microsoft Windows (bis Windows 95)                                    |
| .hmi                   | | Human machine interfaces             | Descent MIDI music                                                                     |
| .hmm                   | | Alternate mail read option menu      | ProComm Plus                                                                           |
| .hmp                   | | Human machine interfaces             | Descent MIDI music                                                                     |
| .hnc                   | | Program files                        | CNC                                                                                    |
| .hog                   | | LucasArts Dark Forces WAD            | –                                                                                      |
| .hog                   | | Main data package-Datei              | Descent3                                                                               |
| .hog                   | | Mission-Datei                        | Descent 1-2                                                                            |
| .hot                   | | HotSend                              | –                                                                                      |
| .hp8                   | | Ascii text Roman8 character set      | NewWave Write                                                                          |
| .hpc                   | | Font language-Datei                  | Hewlett-Packard                                                                        |
| .hpf                   | | HP LaserJet font                     | Adobe Pagemaker                                                                        |
| .hpf                   | | Partial download-Datei               | HotLine                                                                                |
| .hpg                   | application/vnd.hp-hpgl                                                                                               | HPGL Plotter vector graphics         | AutoCAD                                                                                |
| .hpg                   | application/vnd.hp-hpgl                                                                                               | HPGL Plotter vector graphics         | Harvard Graphics                                                                       |
| .hpi                   | | Font information                     | GEM                                                                                    |
| .hpj                   | | Help Project-Datei                   | Visual Basic                                                                           |
| .hpk                   | | HPACK                                | komprimiertes Dateiarchiv                                                              |
| .hpm                   | | –                                    | ProComm Plus Alternative menu für privileged users                                     |
| .hpm                   | | Emm text                             | HP NewWave                                                                             |
| .hpp                   | | Header-Datei                         | Zortech C++                                                                            |
| .hpp                   | | Program header                       | C++                                                                                    |
| .hpr                   | | H+P Reporting Suite-Dokument         | H+P Reporting Suite                                                                    |
| .hqx                   | application/binhex, application/binhex4, application/mac-binhex, application/mac-binhex40, application/x-mac-binhex40 | BinHex                               | Macintosh 4.0                                                                          |
| .hqz                   | | highQ komprimiertes Dateiarchiv      | Datenarchivierung und Datenaustausch für die PlanB Produktfamilie                      |
| .hrc                   | | SoftImage Model Geometry File        | SoftImage by Avid                                                                      |
| .hrf                   | | Rastor graphic                       | Hitachi                                                                                |
| .hrm                   | | –                                    | ProComm Plus Alternate menu für limited users                                          |
| .hs                    | | Haskell File                         | Haskell-Quellcode                                                                      |
| .hs2                   | | Monochrome image                     | Postering                                                                              |
| .hsc                   | | FM synthesized music                 | Verwendung in alten Spielen, wie FINTRIS, ROL                                          |
| .hsi                   | | Graphic                              | Handmade Software, Inc.                                                                |
| .hst                   | | History-Datei                        | Generic                                                                                |
| .hst                   | | History-Datei                        | ProComm Plus                                                                           |
| .ht                    | | HyperTerminal-Datei                  | –                                                                                      |
| .hta                   | application/hta | HyperText Application                | HTML-basierende Anwendung                                                              |
| .htm .html             | text/html | Hypertext Markup Language            | Verlinkter Text, zum Beispiel für das World Wide Web                                   |
| .htt                   | text/webviewhtml | HyperText Template                   | Microsoft HTML-Dokumentvorlage                                                         |
| .htx                   | text/html | Template                             | Extended HTML                                                                          |
| .hwa                   | | Hollywood-Applet                     | Hollywood                                                                              |
| .hwd                   | | Präsentation                         | Hollywood Designer                                                                     |
| .hwp                   | | Textdokument                         | HanGul                                                                                 |
| .hws                   | text/plain | Hollywood-Skript                     | Hollywood                                                                              |
| .hxm                   | | –                                    | ProComm Plus Alternate protocal selection menu                                         |
| .hxm                   | | HAM extension                        | Descent2                                                                               |
| .hxs                   | | Microsoft Help Compiled Storage File | Help 2.0                                                                               |
| .hxx                   | | Header-Datei                         | C++                                                                                    |
| .hy1                   | | Hyphenation algorithm                | Ventura Publisher                                                                      |
| .hy2                   | | Hyphenation algorithm                | Ventura Publisher                                                                      |
| .hyc                   | | Datafile                             | WordPerfect für Windows                                                                |
| .hyd                   | | Hyphenation dictionary               | WordPerfect für Windows                                                                |
| .hym                   | | 3D Image binary-Datei                | Hymarc Scandata Scanner                                                                |
| .hyp                   | | HYPER                                | komprimiertes Dateiarchiv                                                              |